# Çankırı (circonscription électorale)
Pour l’article homonyme, voir Çankırı.
La circonscription électorale de Çankırı correspond à la province du même nom et envoie 2 députés à la Grande assemblée nationale de Turquie.

## Composition
La circonscription de Çankırı est divisée en 12 districts (ilçe). Chaque district est composé d'un chef-lieu et de municipalités (communes et villages).

### Élections législatives de 2018
| Partis                   | Partis                                        | Voix    | %     | Sièges | +/-           | Élus                                         |
| ------------------------ | --------------------------------------------- | ------- | ----- | ------ | ------------- | -------------------------------------------- |
|                          | Parti de la justice et du développement (AKP) | 70 533  | 59,21 | 2      |               | Muhammet Emin Akbaşoğlu et Salim Çivitcioğlu |
|                          | Parti d'action nationaliste (MHP)             | 23 375  | 19,62 | 0      | en stagnation |                                              |
|                          | Le Bon Parti (İYİ)                            | 14 143  | 11,87 | 0      | Nv.           |                                              |
|                          | Parti républicain du peuple (CHP)             | 7 982   | 6,70  | 0      | en stagnation |                                              |
|                          | Parti démocratique des peuples (HDP)          | 1 321   | 1,11  | 0      | en stagnation |                                              |
|                          | Parti de la félicité (SP)                     | 1 310   | 1,10  | 0      | en stagnation |                                              |
|                          | Parti patriote (VATAN)                        | 251     | 0,21  | 0      | en stagnation |                                              |
|                          | Parti de la cause libre (HÜDA PAR)            | 207     | 0,17  | 0      | en stagnation |                                              |
|                          |                                               |         |       |        |               |                                              |
| Total                    | Total                                         | 119 122 | 100   | 2      | en stagnation | -                                            |
| Inscrits / participation | Inscrits / participation                      | 134 311 | 87,93 |        |               |                                              |

### Élections législatives de 2023
| Partis                   | Partis                                        | Voix    | %     | Sièges | +/-           | Élus                    |
| ------------------------ | --------------------------------------------- | ------- | ----- | ------ | ------------- | ----------------------- |
|                          | Parti de la justice et du développement (AKP) | 54 025  | 42,39 | 1      | 1             | Muhammet Emin Akbaşoğlu |
|                          | Parti d'action nationaliste (MHP)             | 39 385  | 30,90 | 1      | 1             | Pelin Yılık             |
|                          | Le Bon Parti (İYİ)                            | 22 392  | 17,57 | 0      | en stagnation |                         |
|                          | Nouveau parti de la prospérité (YRP)          | 3 801   | 2,98  | 0      | Nv.           |                         |
|                          | Parti de la victoire (ZP)                     | 1 947   | 1,53  | 0      | Nv.           |                         |
|                          | Parti de la grande unité (BBP)                | 1 285   | 1,01  | 0      | en stagnation |                         |
|                          | Parti républicain du peuple (CHP)             | 1 001   | 0,79  | 0      | en stagnation |                         |
|                          | Parti de la gauche verte (YSP)                | 789     | 0,62  | 0      | en stagnation |                         |
|                          | Parti de la patrie (M)                        | 606     | 0,48  | 0      | Nv.           |                         |
|                          | Parti des travailleurs de Turquie (TIP)       | 420     | 0,33  | 0      | en stagnation |                         |
|                          | Parti de la justice (AP)                      | 350     | 0,27  | 0      | Nv.           |                         |
|                          | Parti de la mère patrie (ANAP)                | 279     | 0,22  | 0      | en stagnation |                         |
|                          | Parti des droits et libertés (HAK)            | 181     | 0,14  | 0      | en stagnation |                         |
|                          | Parti jeune (GP)                              | 167     | 0,13  | 0      | en stagnation |                         |
|                          | Parti de la nation (MP)                       | 152     | 0,12  | 0      | en stagnation |                         |
|                          | Parti patriote (VATAN)                        | 150     | 0,12  | 0      | en stagnation |                         |
|                          | Parti de gauche (SOL)                         | 127     | 0,10  | 0      | en stagnation |                         |
|                          | Parti de l'innovation (YP)                    | 95      | 0,07  | 0      | Nv.           |                         |
|                          | Parti de libération du peuple (HKP)           | 85      | 0,07  | 0      | en stagnation |                         |
|                          | Parti communiste de Turquie (TKP)             | 83      | 0,07  | 0      | en stagnation |                         |
|                          | Parti de la route nationale (MYP)             | 78      | 0,06  | 0      | Nv.           |                         |
|                          | Mouvement communiste (TKH)                    | 34      | 0,03  | 0      | Nv.           |                         |
|                          | Parti de la justice et de l'unité (AB)        | 6       | 0,00  | 0      | Nv.           |                         |
|                          | Parti de l'union du pouvoir (GBP)             | 2       | 0,00  | 0      | Nv.           |                         |
|                          |                                               |         |       |        |               |                         |
| Total                    | Total                                         | 127 440 | 100   | 2      | en stagnation | -                       |
| Inscrits / participation | Inscrits / participation                      | 141 860 | 88,92 |        |               |                         |